# Československo na Letních olympijských hrách 1928

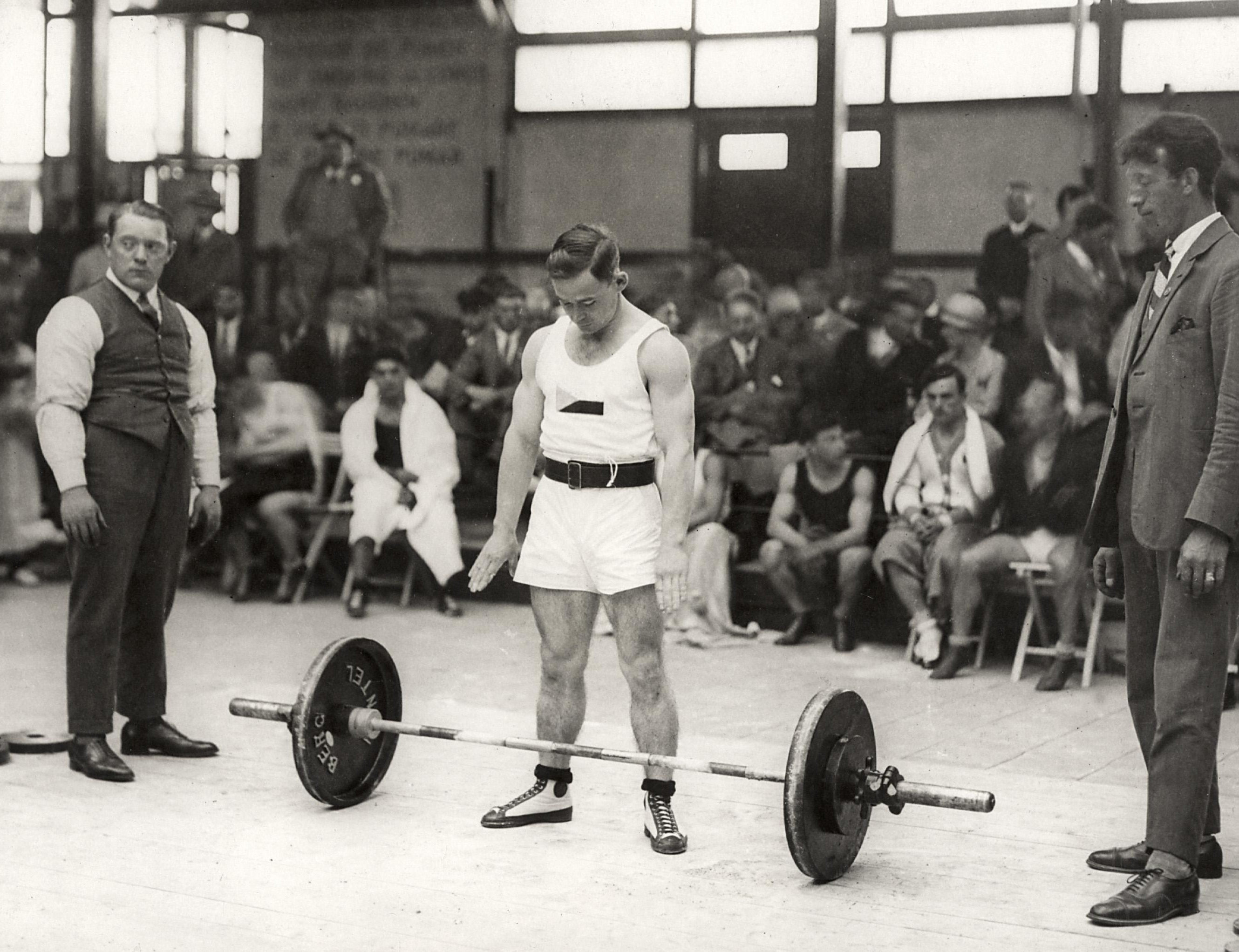
Vzpěrač Josef Matějček

Československo na Letních olympijských hrách 1928 v nizozemském Amsterdamu reprezentovalo 70 sportovců, z toho 1 žena. Nejmladším účastníkem byl vzpěrač Jan Kostrba (18 let, 144 dní), nejstarším pak drezér koní Emanuel Thiel (45 let, 101 dní) Reprezentanti vybojovali 9 medailí, z toho 2 zlaté, 5 stříbrných a 2 bronzové.

## Československé medaile
| Medaile | Jméno | Sport                | Disciplína                  |
| ------- | --- | -------------------- | --------------------------- |
| Zlato   | František Ventura                                                                                                  | Jezdectví            | skok na koni                |
| Zlato   | Ladislav Vácha | Sportovní gymnastika | bradla                      |
| Stříbro | Jan Heřmánek | Box                  | střední váha                |
| Stříbro | Emanuel Löffler | Sportovní gymnastika | přeskok (kůň nadél)         |
| Stříbro | Jindřich Maudr | Zápas                | muži, řecko-římský do 58 kg |
| Stříbro | Ladislav Vácha | Sportovní gymnastika | kruhy                       |
| Stříbro | Jan Koutný Václav Veselý Ladislav Tikal Emanuel Löffler Jan Gajdoš Ladislav Vácha Josef Effenberger Bedřich Šupčík | Sportovní gymnastika | soutěž družstev             |
| Bronz   | Emanuel Löffler | Sportovní gymnastika | kruhy                       |
| Bronz   | Jaroslav Skobla | Vzpírání             | těžká váha                  |

## Seznam všech zúčastněných sportovců
| Číslo | Jméno                | Pohlaví | Věk | Sport           |
| ----- | -------------------- | ------- | --- | --------------- |
| 1     | František Zyka       | Muž     | 26  | Atletika        |
| 2     | Jaroslav Vykoupil    | Muž     | 20  | Atletika        |
| 3     | Vilém Šindler        | Muž     | 24  | Atletika        |
| 4     | Karel Nedobitý       | Muž     | 22  | Atletika        |
| 5     | Alois Krof           | Muž     | 24  | Atletika        |
| 6     | Jozef Koščak         | Muž     | 24  | Atletika        |
| 7     | Karel Kněnický       | Muž     | 20  | Atletika        |
| 8     | Adolf Kittel         | Muž     | 25  | Atletika        |
| 9     | Otakar Jandera       | Muž     | 30  | Atletika        |
| 10    | František Douda      | Muž     | 19  | Atletika        |
| 11    | Johann Bartl         | Muž     | 22  | Atletika        |
| 12    | Tomáš Pötsch         | Muž     |     | Box             |
| 13    | František Nekolný    | Muž     | 20  | Box             |
| 14    | Jan Heřmánek         | Muž     | 20  | Box             |
| 15    | Emanuel Thiel        | Muž     | 45  | Jezdectví       |
| 16    | František Statečný   | Muž     | 28  | Jezdectví       |
| 17    | Josef Seyfried       | Muž     | 32  | Jezdectví       |
| 18    | Otto Schöniger       | Muž     | 38  | Jezdectví       |
| 19    | Josef Rabas          | Muž     |     | Jezdectví       |
| 20    | Rudolf Popler        | Muž     | 29  | Jezdectví       |
| 21    | Jaroslav Hanf        | Muž     | 40  | Jezdectví       |
| 22    | Josef Charous        | Muž     | 33  | Jezdectví       |
| 23    | František Ventura    | Muž     | 32  | Jezdectví       |
| 24    | Václav Veselý        | Muž     | 27  | Gymnastika      |
| 25    | Ladislav Tikal       | Muž     | 22  | Gymnastika      |
| 26    | Bedřich Šupčík       | Muž     | 29  | Gymnastika      |
| 27    | Jan Koutný           | Muž     | 30  | Gymnastika      |
| 28    | Jan Gajdoš           | Muž     | 24  | Gymnastika      |
| 29    | Josef Effenberger    | Muž     | 26  | Gymnastika      |
| 30    | Emanuel Löffler      | Muž     | 26  | Gymnastika      |
| 31    | Ladislav Vácha       | Muž     | 29  | Gymnastika      |
| 32    | Josef Šídlo          | Muž     |     | Cyklistika      |
| 33    | Antonín Perič        | Muž     | 32  | Cyklistika      |
| 34    | Antonín Honig        | Muž     |     | Cyklistika      |
| 35    | Ladislav Brůžek      | Muž     |     | Cyklistika      |
| 36    | Josef Schejbal       | Muž     |     | Moderní pětiboj |
| 37    | Rudolf Růžička       | Muž     |     | Moderní pětiboj |
| 38    | Kamil Gampe          | Muž     |     | Moderní pětiboj |
| 39    | Jan Tille            | Muž     |     | Šerm            |
| 40    | František Kříž       | Muž     | 43  | Šerm            |
| 41    | Josef Jungmann       | Muž     | 40  | Šerm            |
| 42    | Martin Harden        | Muž     |     | Šerm            |
| 43    | Jarmila Chalupová    | žena    |     | Šerm            |
| 44    | Jan Černohorský      | Muž     |     | Šerm            |
| 45    | Miroslav Beznoska    | Muž     |     | Šerm            |
| 46    | Rudolf Winter        | Muž     |     | Plachtění       |
| 47    | Václav Antoš         | Muž     | 23  | Plavání         |
| 48    | Josef Nesvadba       | Muž     | 19  | Skoky do vody   |
| 49    | Július Balász        | Muž     | 26  | Skoky do vody   |
| 50    | Josef Straka         | Muž     | 23  | Veslování       |
| 51    | Ladislav Švehla      | Muž     |     | Vodní pólo      |
| 52    | Pavol Steiner        | Muž     | 20  | Vodní pólo      |
| 53    | František Schulz     | Muž     |     | Vodní pólo      |
| 54    | Michal Schmuck       | Muž     | 19  | Vodní pólo      |
| 55    | František Getreuer   | Muž     |     | Vodní pólo      |
| 56    | Kurt Epstein         | Muž     | 24  | Vodní pólo      |
| 57    | Josef Bušek          | Muž     | 26  | Vodní pólo      |
| 58    | František Vitásek    | Muž     |     | Vzpírání        |
| 59    | Josef Vacek          | Muž     | 27  | Vzpírání        |
| 60    | Bohumil Sýkora       | Muž     |     | Vzpírání        |
| 61    | Václav Pšenička      | Muž     | 21  | Vzpírání        |
| 62    | Josef Matějček       | Muž     |     | Vzpírání        |
| 63    | Jan Kostrba          | Muž     | 18  | Vzpírání        |
| 64    | Jaroslav Skobla      | Muž     | 29  | Vzpírání        |
| 65    | Vladimír Vávra       | Muž     | 23  | Zápas           |
| 66    | Josef Vávra          | Muž     |     | Zápas           |
| 67    | Josef Urban          | Muž     | 28  | Zápas           |
| 68    | František Kratochvíl | Muž     | 24  | Zápas           |
| 69    | František Hála       | Muž     | 23  | Zápas           |
| 70    | Jindřich Maudr       | Muž     | 22  | Zápas           |